# Fabrício Carvalho
Fabrício de Carvalho Silva (Andradina, 18 de fevereiro de 1978), mais conhecido como Fabrício Carvalho, é um ex-futebolista brasileiro que atuava como atacante. Atualmente, ele é cantor de música gospel.

## Carreira
Fabrício começou profissionalmente no Andradina, clube de sua cidade natal. Posteriormente, jogou no Uruguai por dois anos. Depois, atuou no União Barbarense, Nacional e Ponte Preta. O ápice de sua carreira foi no São Caetano, clube no qual foi campeão Paulista em 2004 e disputou a Libertadores da América no mesmo ano. Na competição continental, ficou conhecido por ter imitado uma águia - símbolo do Club América - após vencer o time mexicano nos pênaltis. A provocação rendeu uma briga generalizada no estádio.
Em janeiro de 2005, teve que ficar afastado dos gramados, devido à descoberta de uma arritmia cardíaca. Ficou afastado por dois anos do futebol, retornando apenas em 2007, quando foi contratado pelo Goiás.
No clube esmeraldino, viveu altos e baixos: atuou por apenas 7 jogos e marcou apenas um gol - sendo suspenso pelo TJD por tê-lo marcado, pois foi feito com a mão.No ano seguinte, foi dispensado pelo técnico Caio Júnior, sendo posteriormente emprestado à Portuguesa.Porém, ele não pode atuar em 2008 por problemas na inscrição.Jogou pela Lusa apenas em 2009.
Encerrou a carreira em 2015, pelo Taboão da Serra.

## Ligações Externas
- (em inglês) sambafoot
- (em inglês) Guardian Stats Centre
- (em português) CBF[ligação inativa]
- (em português) goiasesporteclube.com Arquivado em 2007-10-11 no Wayback Machine
- (em português) interview